# Bob Stookey
Bob Stookey là nhân vật trong loạt truyện tranh The Walking Dead (truyện tranh) và phim The Walking Dead (phim truyền hình), được tạo hình bởi Lawrence Gilliard Jr. Được tạo bởi Robert Kirkman và các nghệ sĩ Charlie Adlard và Cliff Rathburn, nhân vật ra mắt đầu tiên ở The Walking Dead #29 vào tháng 6 năm 2006.
Bob là cựu y tá chiến trường ở thị trấn nghiệp ngập Woodbury, Georgia. Mặc dù chỉ là vai phụ, Bob nổi tiếng vì cứu mạng The Governor (The Walking Dead).